# John Carroll (journaliste)
Pour les articles homonymes, voir John Carroll et Carroll.
John Sawyer Carroll (23 janvier 1942 - 14 juin 2015) est un journaliste américain, connu notamment pour son travail en tant que rédacteur en chef du Herald Leader-Lexington, du Los Angeles Times du Baltimore Sun.

## Jeunesse
John S. Carroll est né à New York le 23 janvier 1942 de Wallace Carroll, rédacteur en chef et éditeur du Winston-Salem Journal and Sentinel et de Margaret Sawyer. John vit avec sa famille à Winston-Salem, en Caroline du Nord, jusqu'à environ 13 ans. Il déménage par la suite à Washington DC, où son père rejoint le bureau du New York Times. En 1963, le jeune Carroll obtient son bachelor's d'anglais de Haverford College en Pennsylvanie.
Lors de ses études à Haverford, il est arrêté et détenu en compagnie de deux de ses amis pour être entré sur le terrain de jeu lors d'un match de baseball entre les Phillies de Philadelphie et les Giants de New York dans le but de serrer la main du joueur de baseball Willie Mays - anecdote rapportée par Norman Pearlstine, l'un de ses amis et camarade de classe, qui sera plus tard rédacteur en chef du magazineTime.

## Début de carrière
Après avoir obtenu son diplôme universitaire, Carroll devient journaliste stagiaire au Providence Journal, qu'il quitte au bout d'un an pour effectuer deux ans de service dans l'armée.
En 1966, il est engagé par le Baltimore Sun où il couvre la guerre du Vietnam . Accusé d'avoir violé un embargo sur les informations, son accréditation lui est retirée par l'armée américaine.
Par la suite, il couvre le Moyen-Orient et la Maison Blanche sous Richard Nixon.
En 1971-1972, il obtient une bourse Nieman de l'Université Harvard. En 1973, il obtient son premier poste de rédacteur au Philadelphia Inquirer.

## AuLexington Herald-Leader
Carroll occupe le poste de rédacteur à l'Inquirer jusqu'en 1979, date à laquelle il rejoint le Lexington Herald-Leader comme rédacteur en chef et vice-président.
À ce poste, il dirige une série de reportages d'investigation intitulée "Cheating Our Children", qui révèle des failles dans le système d'éducation publique du Kentucky. Le journal remporte deux prix pour la sérieet contribue à l'adoption de la Kentucky Education Reform Act de 1990. Les dix journalistes impliqués dans la série donnent 26,500 $ reçus en récompense au Alice Lloyd College de Pippa Passes, Kentucky, pour créer le John S.Carroll Scholarship Fund. Ce fonds est destiné à aider les étudiants dans le besoin du 5e district du Congrès du Kentucky, dans les Appalaches.
En 1985, le journal publie une autre série de reportages sur des pratiques de tricherie généralisées en vigueur au sein du programme de basket-ball de l'Université du Kentucky. En 1986, ce travail vaut un prix Pulitzer à ses auteurs, Jeffrey Marx et Michael York.
À l'automne 1988, Carroll prend un congé sabbatique du journal pour participer au programme de bourses de l'Université d'Oxford destinés aux journalistes invités (devenu le programme de bourses Thomson Reuters ).
En 1991, il rejoint le Baltimore Sun comme vice-président et rédacteur en chef. En 1998, il devient vice-président de la société mère du Sun, Times Mirror. En 2000, la société, également propriétaire du Los Angeles Times, est achetée par la Tribune Company.
En 2000, après près de 10 ans comme rédacteur en chef du Sun, Carroll envisage de quitter ses fonctions pour diriger le programme de la Nieman Fellowship d'Harvard. Alors qu'il a déjà commencé à rechercher une maison à Cambridge, Massachusetts il est approché et recruté pour devenir rédacteur en chef du Los Angeles Times.

## AuLos Angeles Times
Carroll prend les rênes du Times alors que celui-ci est dans une passe difficile, et le moral de ses journalistes au plus bas. La crédibilité du Times est notamment affectée par les révélations en 1999 d'un accord de partage des revenus entre le journal et le Staples Center visant à la réalisation d'un magazine de 168 pages sur l'ouverture de l'arène sportive, en violation des règles déontologiques de séparation entre la publicité et le journalisme.
Carroll embauche plusieurs journalistes en vue des journaux de la côte Est, tels que Dean Baquet, le rédacteur en chef national du New York Times , que Carroll installe à la direction de la rédaction. Carroll souhaite que le Los Angeles Times puisse faire concurrence aux journaux de la côte Est sur la couverture des événements nationaux et internationaux. Selon le slogan qu'il envisage, il veut en faire «un journal national de l'Ouest».
Au cours des cinq années où Carroll dirige le journal, celui-ci remporte 13 prix Pulitzer. contre huit dans les années 1990. Cette série de prix Pulitzer a été interprétée comme la récompense d'une amélioration spectaculaire de la qualité journalistique du titre.
En 2003, néanmoins, Carroll entre en conflit avec la direction de la société Tribune. En raison des difficultés rencontrées sur les marchés de la publicité et de la diffusion, l'entreprise souhaite réduire ses coûts. L'une des possibilités évoquées est la réutilisation d'articles publiés dans d'autres journaux du groupe. Carroll s'oppose à cette logique, car il considère qu'un  journal de premier plan doit produire ses propres enquêtes et écrire des propres articles. La société souhaite en outre mutualiser les bureaux de tous les titres qu'elle possède à Washington DC.
Les pressions financières s'accroissent. Lors de la dernière année et demie de Carroll au sein de la rédaction, le cours de l'action de la société Tribune passe de 50 $ à 36 $. Son mandat voit la suppression de près de deux cents postes dans la salle de rédaction. Début 2005, Carroll et Baquet affrontent une série de négociations difficiles avec la direction de Tribune. Selon le New York Times, ils y auraient proposé un plan de réduction de personnel rejeté par Tribune comme insuffisant,.
Le 20 juillet 2005, Carroll annonce sa démission en date du 15 août 2005. Baquet, tenté également par la démission, décide cependant de rester et de devenir le rédacteur en chef du journal. Après avoir quitté le Times, Carroll devient professeur invité à la John F. Kennedy School of Government de Harvard.

## Fin de vie et décès
Carroll épouse Lee Huston  en 1985.
Il a deux filles, Maggie Vaughan et Katita Strathmann d'un mariage précédent.
Après avoir quitté le Los Angeles Times en 2005, Carroll et sa femme retournent à Lexington, où il décède à son domicile le 14 juin 2015.
Selon sa femme, sa mort est causée par la maladie de Creutzfeldt-Jakob, diagnostiquée environ six mois avant sa mort,.
À sa mort, la notice nécrologique du New York Times décrit Carroll comme « l'un des rédacteurs en chef les plus influents de son époque » qui considérait les journalistes « presque comme des serviteurs de l'État et, au sein d'une presse libre, comme des éléments essentiels d'une nation souveraine ».

## Récompenses
De 1994 à 2003, Carroll est membre du comité du prix Pulitzer et en 2002, il en devient président du conseil d'administration.
En 1998, il est nommé rédacteur en chef de l'année par la National Press Foundation.
En 2003, il est élu membre de l'Académie américaine des arts et des sciences.
En 2004, il a reçu le prix Burton Benjamin du Comité pour la protection des journalistes pour son rôle dans la défense de la liberté de la presse. Toujours en 2004, Carroll est distingué par l' American Society of Newspaper Editors.
En 2009, il reçoit le prix Richard Clurman pour son travail comme mentor de jeunes journalistes.

## Dans la culture populaire
Selon le producteur David Simon, Carroll a fourni l'inspiration pour le personnage du journaliste James Whiting, "affamé de récompenses" . dans la série HBO The Wire , que Simon a créée,.